# Takeši Urata
Takeši Urata (jap. 浦田武 Urata Takeši) byl japonský astronom.
Působil na Nihondaira Observatory. Byl objevitelem více planetek. Je spoluobjevitelem periodické komety 112P/Urata-Niijima. Je po něm pojmenovaný asteroid 3722 Urata.